# Truy cập dữ liệu
Truy cập dữ liệu là một thuật ngữ chung đề cập đến một quy trình có cả ý nghĩa cụ thể về CNTT và các ý nghĩa khác liên quan đến quyền truy cập theo nghĩa rộng hơn về mặt pháp lý và/hoặc chính trị. Trước đây, nó thường đề cập đến phần mềm và các hoạt động liên quan đến lưu trữ, truy xuất hoặc hành động trên dữ liệu được lưu trữ trong cơ sở dữ liệu hoặc kho lưu trữ khác. Hai loại cơ bản của truy cập dữ liệu tồn tại:
1. truy cập tuần tự (ví dụ như trong băng từ)
2. truy cập ngẫu nhiên (như trong phương tiện được lập chỉ mục)

Truy cập dữ liệu chủ yếu liên quan đến ủy quyền truy cập các kho dữ liệu khác nhau. Truy cập dữ liệu có thể giúp phân biệt khả năng của quản trị viên và người dùng. Ví dụ: quản trị viên có thể có khả năng xóa, chỉnh sửa và thêm dữ liệu, trong khi người dùng thông thường thậm chí không có quyền "đọc" nếu họ không có quyền truy cập vào thông tin cụ thể.
Trong lịch sử, mỗi kho lưu trữ (bao gồm mỗi cơ sở dữ liệu, hệ thống file khác nhau, v.v.), có thể yêu cầu sử dụng các phương pháp và ngôn ngữ khác nhau và nhiều kho lưu trữ này lưu trữ nội dung của chúng ở các định dạng khác nhau và không tương thích.
Trong những năm qua, các ngôn ngữ, phương thức và định dạng được tiêu chuẩn hóa, đã được phát triển để phục vụ như các giao diện giữa các ngôn ngữ và phương thức cụ thể thường mang tính độc quyền và luôn đặc thù. Các tiêu chuẩn này bao gồm SQL (1974-), ODBC (ca 1990-), JDBC, XQJ, ADO.NET, XML, XQuery, XPath (1999-) và Dịch vụ web.
Một số các tiêu chuẩn này cho phép dịch dữ liệu từ các file không có cấu trúc (như file HTML hoặc tệp văn bản tự do) sang có cấu trúc (như XML hoặc SQL).